# Divendres (programa de televisió)
Divendres va ser un magazín d'entreteniment coproduït per El Terrat per a Televisió de Catalunya que s'emetia cada tarda després de La Riera. Es va estrenar el 18 de setembre de 2009. El darrer programa va ser el 21 de juliol de 2017.

## El nom
El nom de Divendres indicava l'objectiu del programa que volia ser portar tota l'actualitat del dia a dia amb un punt de vista diferent, convertint totes les tardes dels dies feiners en tardes com les dels divendres, en un programa distès i divertit, que traslladava a tota la setmana l'alegria dels divendres a la tarda.

## Història
El programa, que es va emetre 8 temporades, fou presentat inicialment per Xavi Coral i al principi va comptar amb la col·laboració habitual dels periodistes i col·laboradors Tian Riba, Pere Mas, Ana Boadas, Núria Coll Gelabert i Carles Sànchez. A més a més, Espartac Peran, copresentador del programa, convivia amb els veïns de les diferents localitats que visitava amb el plató mòbil, de dilluns a dijous. Durant les primeres quatre temporades va visitar més de 170 municipis. Aquest espai comptava també amb la participació de Màrius Serra.
Els divendres, Peran i Coral es trobaven a plató per parlar de tot el que havia donat de si la setmana. El programa va comptar amb les col·laboracions esporàdiques d'Antoni Bassas, Marc Giró, Tatiana Sisquella, Miki Esparbé, Màrius Carol, Bernat Dedéu, Xavier Sardà, Sílvia Soler, Carolina Ferre, Ernest Folch, Xavier Roca i Sebastià Serrano, entre d'altres. El programa també ha comptat amb la col·laboració d'Anna Simon, Mònica Monferrer, Berto Romero, Sílvia Abril i Anna Llacher.
Les temporades 2015-2016 i 2016-2017 va ser presentat per Helena Garcia Melero. Entre els col·laboradors hi havia la periodista Marta Carreras.
El gener del 2017, el director de TV3 en aquell moment, Jaume Peral, va anunciar en una entrevista al diari Ara que Divendres es deixaria d'emetre després d'acabar la temporada, l'estiu d'aquell mateix any. A la tardor de 2017 TV3 va emetre A tota pantalla com una continuació al mateix estil, i després de gener de 2018 Tot es mou.

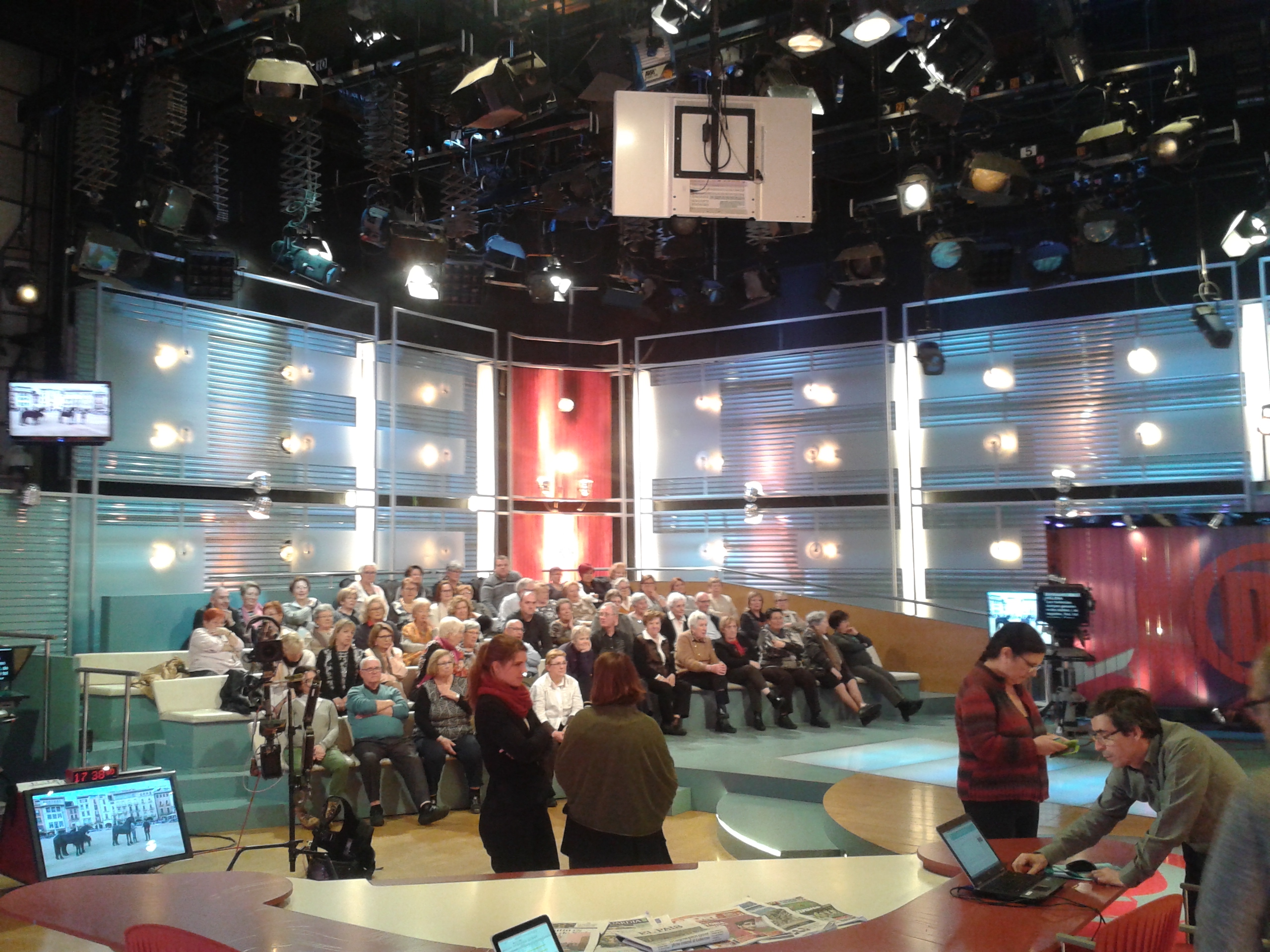
Vista general del plató
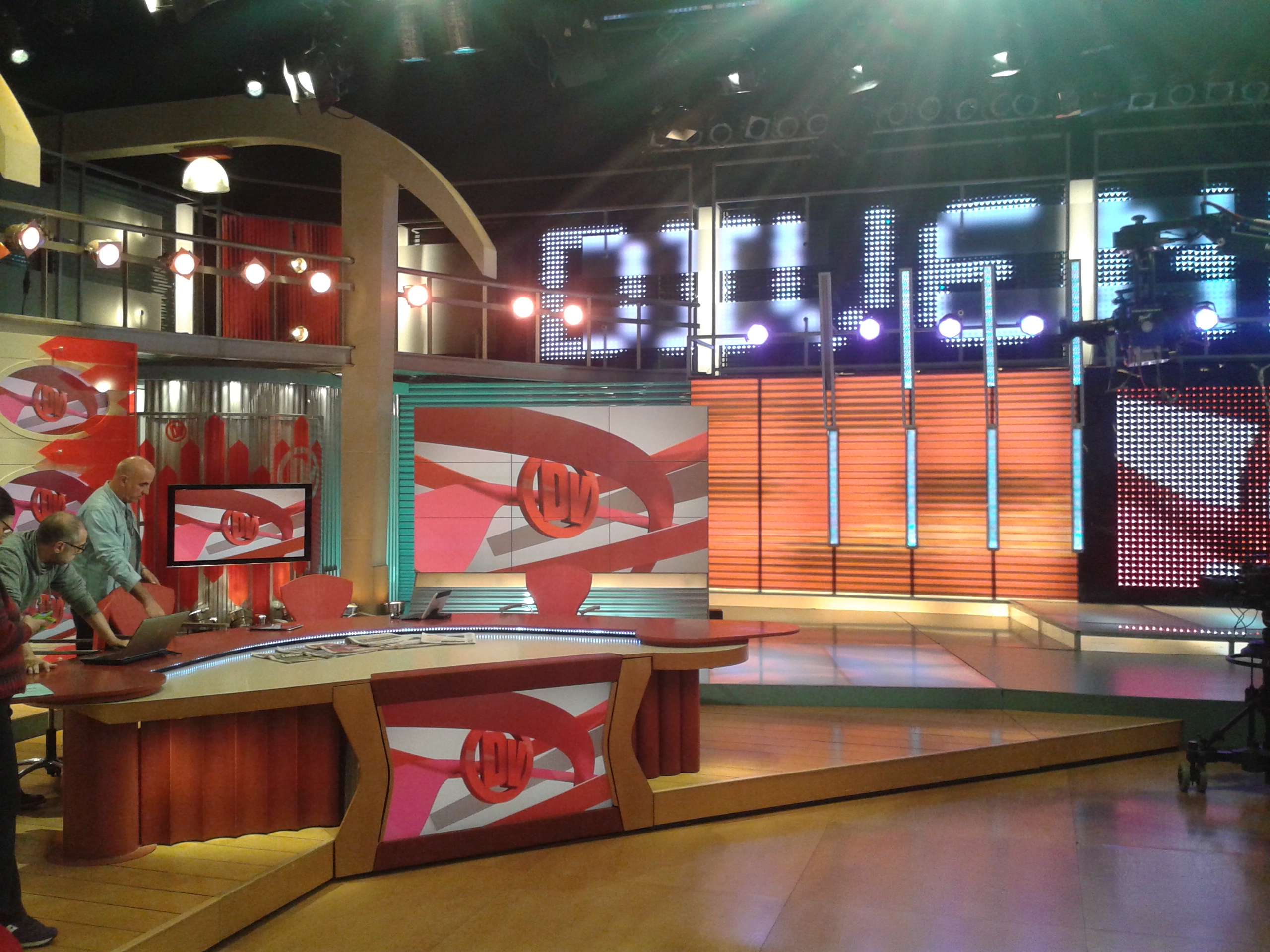
Vista general del plató

## Premis i reconeixements
El programa Divendres va rebre el premi Micròfon dels informadors APEI de televisió, Ràdio i Premsa, el 2011.

## Audiències
| Temporada        | Quota | Espectadors |
| ---------------- | ----- | ----------- |
| 1a (2009 – 2010) | 9,5%  | 145.000     |
| 2a (2010 – 2011) | 10,9% | 164.000     |
| 3a (2011 – 2012) | 12,1% | 198.000     |
| 4a (2012 – 2013) | 14,6% | 242.000     |
| 5a (2013 - 2014) | 13,2% | 207.000     |
| 6a (2014 - 2015) | 11,7% | 178.000     |
| 7a (2015 - 2016) | 10,8% | 161.000     |